# Джозеф Колман Гарт
Джозеф Колман Гарт (англ. Joseph Coleman Hart; 1798–1855) — американський письменник. Відомий як перший, хто опублікував сумніви, що Вільям Шекспір був автором приписуваних йому п'єс. Роман Гарта «Міріам Коффін» (англ. Miriam Coffin) вплинув на Германа Мелвілла і його роман «Мобі Дік», хоча сам Мелвіл відгукувався критично про роботи Гарта.

## Біографія
Дзозеф Гарт народився у 1798 році (за іншими даними — у 1799). Був нью-йоркським адвокатом, перебував в Національній гвардії США і обіймав посаду директора школи. Написав кілька книг про морські подорожі. Був другом багатьох літературних авторів. У 1844 році у Гарта народилася дочка Імоджен.
У 1854 році Гарт був направлений на Канарські острови як американський консул. Невдовзі після прибуття в Санта-Крус-де-Тенерифе помер.

## Твори

### «Міріам Коффін»
Гарт здобув популярність завдяки роману «Міріам Коффін, або Китобій» (англ. Miriam Coffin; or, The Whale-Fisherman, 1835). Твір став першим, присвяченим китобійному промислу на Нантакеті, котрий пізніше став предметом знаменитого роману Германа Мелвілла «Мобі-Дік». Роман Гарта став для Мелвілла головним джерелом натхнення. Метою Гарта при написанні роману було забезпечення китобоям підтримки з боку держави. Щоб надати роману реалістичності, Гарт опитував місцевих жителів про їх життя і роботу в китобійній промисловості. На відміну від Мелвілла, Гарт більше уваги приділив громаді Нантакета, залишивши осторонь безпосередньо китобоїв.
Як основу роману Гарт обрав біографію китобоя Кезії Коффіна (1723–1798). Автор протиставив нечесні і безплідні угоди Міріам Коффін, дружини китобоя, героїчній і результативній роботі Кезії, який кожен день воював з жорстокістю природи і небезпечними людьми, щоб повернутися додому зі здобиччю.

### Шекспірівські теорії
Думка Гарта про Вільяма Шекспіра була опублікована в романі The Romance of Yachting (1848). Цей роман-подорож дозволяв вставляти розлогі міркування на будь-які теми. Зокрема, відштовхуючись від факту, що Шекспір у «Зимовій казці» помилково припустив наявність у Богемії виходу до моря, Гарт робить висновок, що поєднання невігластва і вченості в його п'єсах є наслідком спільної роботи: Шекспір переробляв твори більш освічених авторів, адаптуючи їх для народного театру. Гарт називає Шекспіра «довіреною особою театру» і «вульгарною і неписьменною людиною», а головним внеском Шекспіра в п'єси вважає непристойні жарти.
Але на відміну від інших прихильників подібних теорій, Гарт не вважав, що приховування істинної особистості Шекспіра стало наслідком змови — просто імена справжніх авторів були забуті до моменту публікації п'єс. Гарт стверджує, що Вільям Шекспір "був мертвий протягом ста років і зовсім забутий", коли у 1709 році рукописи п'єс були виявлені й опубліковані Ніколасом Роу і Томасом Беттертоном під цим ім'ям. Помилка сталася через те, що Шекспіру, котрий володів часткою в трупі The King's Men, належали рукописи п'єс, які використовував театр. Єдиним твором самого Шекспіра, на думку Гарта, були «Віндзорські насмішниці», а більшу частину «Гамлета» вигадав Бен Джонсон, тим часом як Шекспір написав лише сцену біля могили.
Роздуми Гарта побачили світ за кілька років до того, як Делія Бекон висунула свою теорію, що за Шекспіром ховалася група авторів на чолі з Френсісом Беконом. У 1886 році Джордж Зейлхамер в The Times of Philadelphia припустив, що Гарт запозичив своє судження в лекції Бекона. Зейлхамер називав Гарта «старим нью-йоркським директором школи, який обожнював яхти і мав притаманне його професії прагнення літературного визнання», стверджуючи, що він «був першим, хто із спотворенням виклав теорію Делії Бекон» з «учительською упевненістю і грубістю моряка». Однак погляди Гарта мали мало спільного з теорією Делії Бекон. Гарт не називав Бекона автором жодного з творів Шекспіра, хоча слідував загальній думці, що той був одним з семи авторів приписуваної Томасу Г'юзу п'єси The Misfortunes of Arthur.
Точка зору Гарта не витримує критики, оскільки він явно не знав, що опубліковані Роу п'єси Шекспіра не були першим друкованим виданням шекспірівських творів. Багато поем і п'єс видавалися за життя Шекспіра, а повне зібрання п'єс вийшло лише через сім років після смерті драматурга у вигляді Першого фоліо. Герман Мелвілл у своєму огляді книги уїдливо зауважив, що «автору слід спалити цей викидень власними руками».